# Kloster Sankt Agnesen (Schaffhausen)

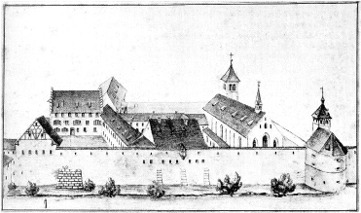
Ostansicht des Klosters Sankt Agnesen

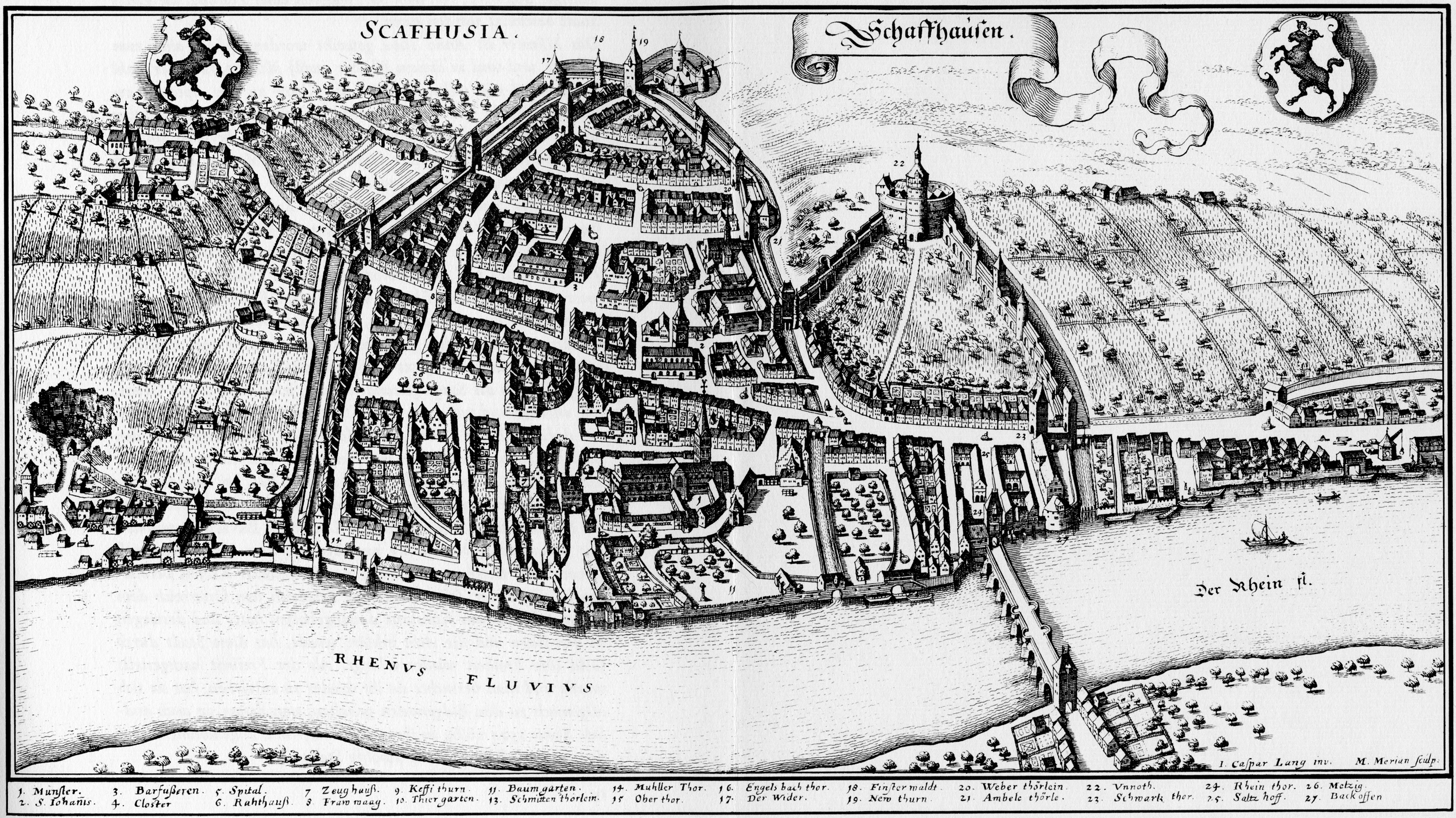
Merian von 1642: Spital (5), ehemaliges Kloster

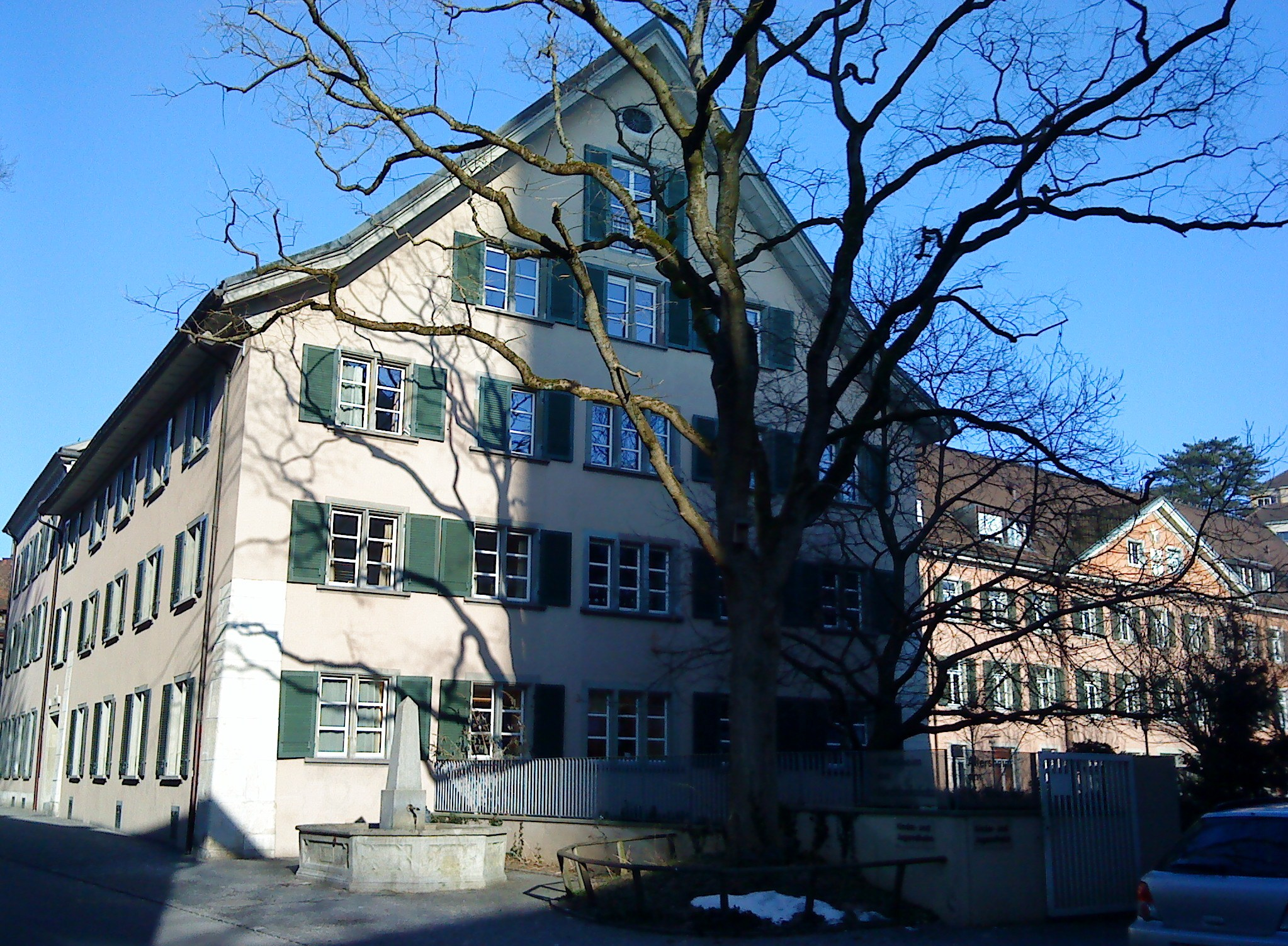
Ehemaliges Kloster, heute städtisches Altersheim.

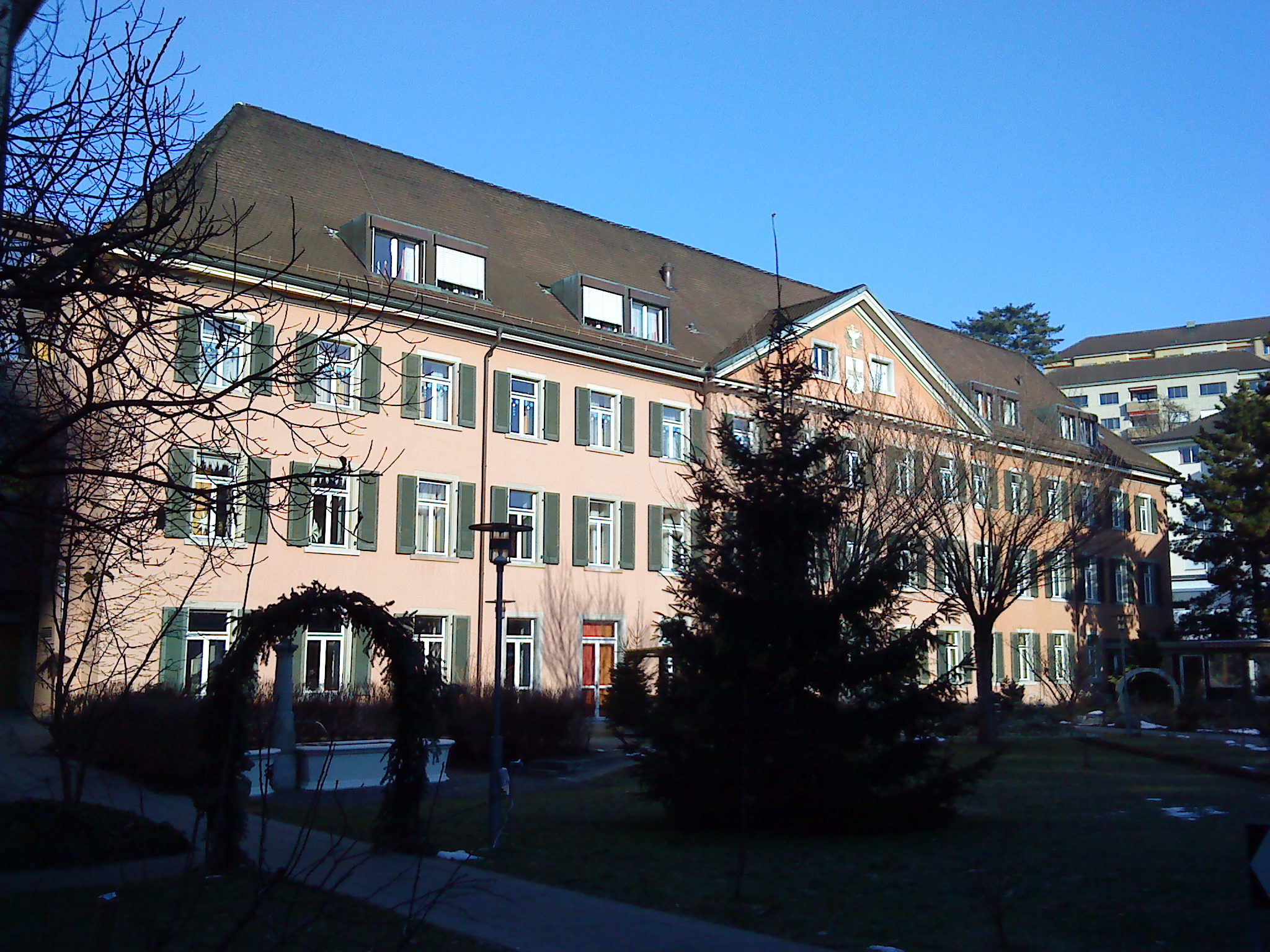
Ehemalige Klosterkirche.

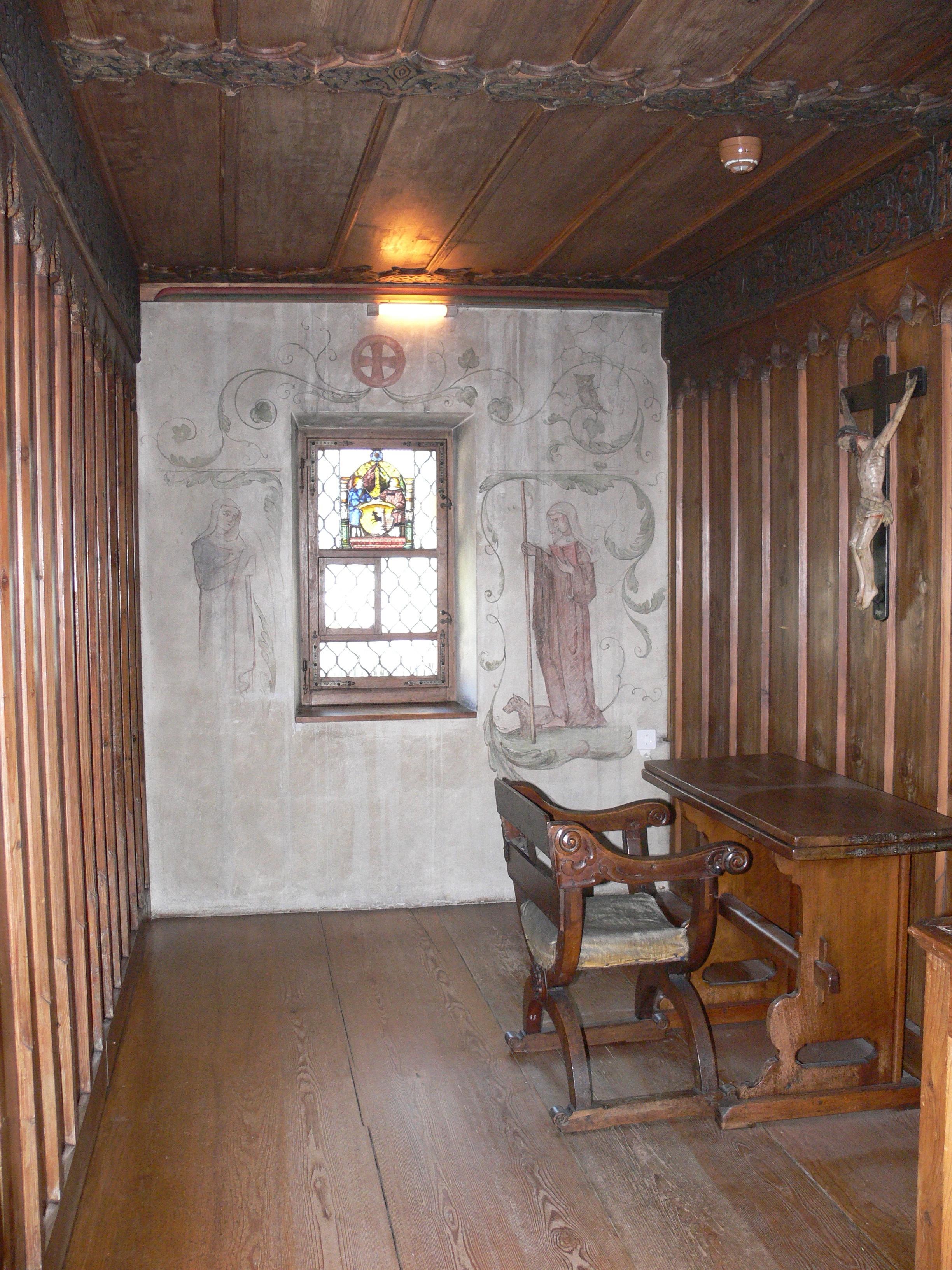
Spätgotische Zelle aus dem ehemaligen Kloster, heute im Museum zu Allerheiligen ausgestellt.

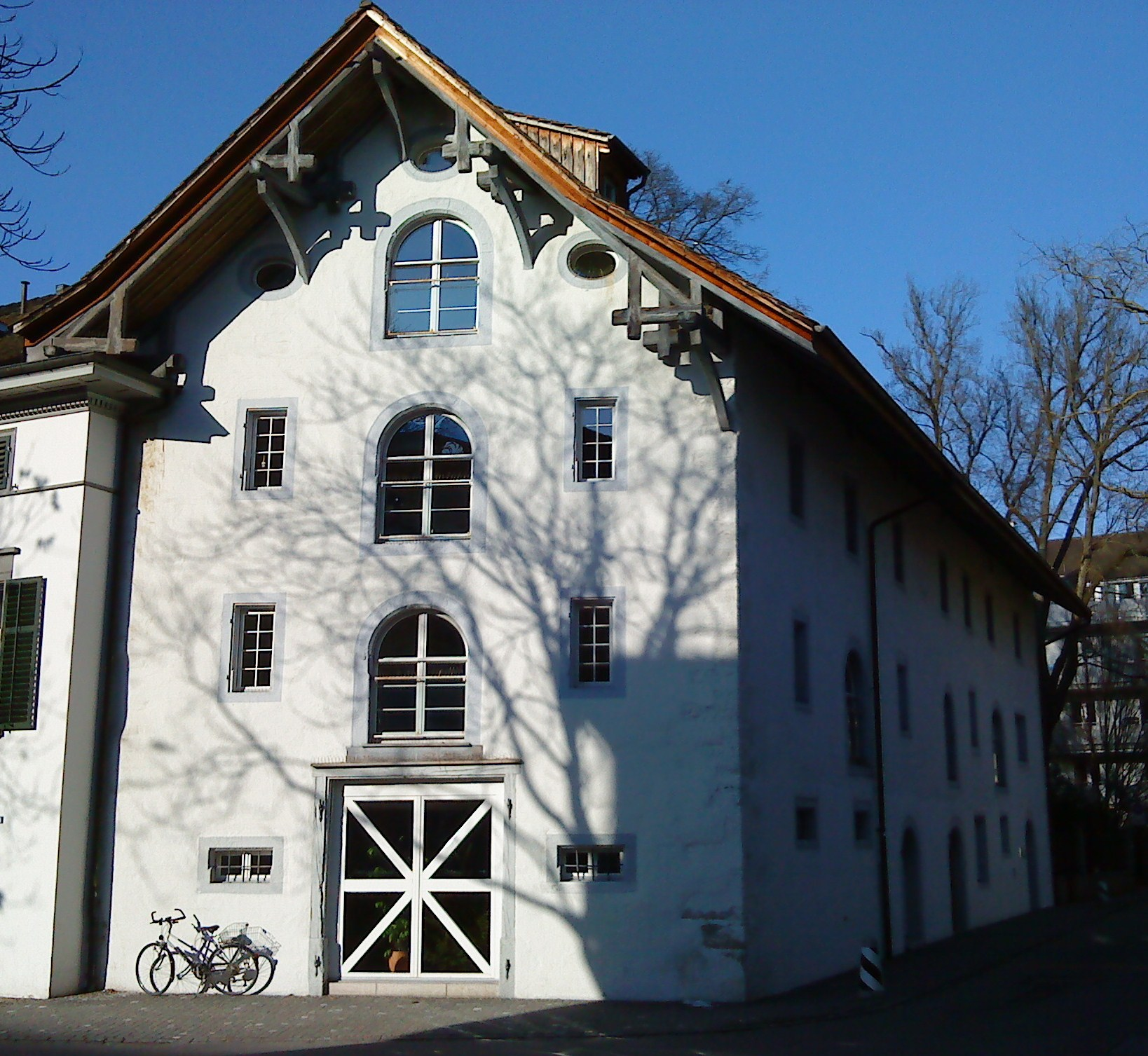
Ochsenscheune in Schaffhausen

Das Benediktinerinnenkloster Sankt Agnesen in Schaffhausen wurde 1080 von Burkhard von Nellenburg für seine Mutter Gräfin Ita († nach 1100) gestiftet. Burkhard war der Sohn von Graf Eberhard VI. von Nellenburg. Dieser erhielt 1045 von König Heinrich III. in Köln das Münzrecht für Schaffhausen. Das Kloster, dem Patronat der Heiligen Agnes unterstellt, war nebst dem bereits 1049 gegründeten Kloster zu Allerheiligen das zweite Kloster in der noch jungen Stadt. Nach der Reformation wurde das Nonnenkloster aufgehoben. Die Gebäude wurden weitgehend unverändert als Spital weiter genutzt. Die Anlage wurde 1936 durch die Stadt Schaffhausen übernommen und zu einem Altersheim umgebaut.

## Von der Gründung bis ins 15. Jahrhundert
Aus der Zeit der Gründung sind nur wenige Informationen überliefert. 1092 wurde das Kloster dem Abt vom Kloster Allerheiligen unterstellt. Im 14. Jahrhundert zerstörten zwei Brände das ursprüngliche Kloster weitgehend. An der gleichen Stelle wurde danach eine neue Klosteranlage im gotischen Stil erbaut. Sie war bis zum Ende des 14. Jahrhunderts vollendet. Das Klosterareal grenzte direkt an die östliche Stadtmauer, im Gebiet der heutigen Bachstrasse. Auch die Häuser westlich der Pfrundhausgasse, so z. B. die Ochsenscheune, gehörten zum Kloster. Die Ochsenscheune wird heute als Kirchgemeindezentrum der evangelisch-reformierten Kirche Schaffhausen genutzt. Richtung Süden reichte die Klosteranlage bis an die heutige Pfarrhofgasse und umfasste auch das Gebäude, das bis anfangs der 1990er Jahre ein Feuerwehrmagazin war. Richtung Norden bildete die Repfergasse die Begrenzung des Klosterareals.
Dem Kloster stand eine Meisterin vor. Die meisten Nonnen stammten aus der Schaffhauser Bürgerschaft oder von adligen Familien aus dem nahen Hegau. Das Kloster erfreute sich einer grossen Beliebtheit. Anfang des 14. Jahrhunderts musste die Anzahl der Schwestern auf höchstens 60 begrenzt werden. Dank mehreren Stiftungen und den Eintrittsgebühren verfügte das Kloster schliesslich über ausgedehnten Grundbesitz in der Umgebung von Schaffhausen und stand wegen der daraus resultierenden Abgaben auf einer soliden wirtschaftlichen Basis. Im 14. Jahrhundert gehörte der Weiler Gennersbrunn dem Kloster. Es ist überliefert, dass mehrere Klosterfrauen durch Stiftungen mithalfen, die Not von Armen und Kranken zu lindern.

## Auflösung und Umwandlung in ein Spital
Nach der Reformation wurde das Kloster Sankt Agnesen aufgehoben. Zur gleichen Zeit wurden auch die beiden anderen Klöster in Schaffhausen, das Kloster Allerheiligen und das Barfüsserkloster, aufgelöst. Fast in jeder mittelalterlichen Stadt gab es ein Spital, in dem die Armen, Kranken, Altersschwachen, Waisen und Geisteskranken Aufnahme fanden. Nach der Auflösung des Nonnenklosters beschloss der Rat von Schaffhausen, das städtische Spital aus dem Gebäude, das dem heutigen Posthof entspricht, in die leerstehenden Anlagen des ehemaligen Klosters Sankt Agnesen zu übersiedeln. Die Gebäude wurden nur leicht angepasst und dienten ab 1542 als Armenhaus, Pfrundhaus, Waisenhaus, Zuchthaus und als Irrenhaus. Finanziert wurde die Fürsorgeeinrichtung durch fromme Stiftungen sowie aus freiwilligen Beiträgen der Bürger.

## Vom 18. bis ins 21. Jahrhundert
Wegen der allgemein hohen Sterblichkeit in der frühen Neuzeit hatten die Waisenhäuser eine viel wichtigere Bedeutung als heute. Die Zustände im Waisenhaus von Schaffhausen waren jedoch offenbar denkbar schlecht. Auch war die unmittelbare Nähe zum Armenhaus und der Zuchtanstalt für die gesunde Entwicklung der Kinder wenig förderlich. Der Zuchtmeister, welcher sich um die Aufsicht der Gefangenen und deren körperliche Züchtigung kümmerte, war auch für den Schulunterricht der Waisenkinder zuständig.
Im Jahre 1822 wurde das neue Waisenhaus an der Rosengasse eingeweiht, was die Situation der Waisenkinder spürbar verbesserte. In den beiden folgenden Jahren wurde die ehemalige Kloster- und Spitalkirche baulich stark verändert. Das Gefängnis befand sich bis 1915 in den Gebäuden des ehemaligen Klosters. Die Stadt Schaffhausen übernahm das alte Spital 1936 und baute es zu einem Altersheim um. Die bereits früher stark veränderte Kloster- und Spitalkirche diente fortan als Hauptgebäude des Altersheims. Der Speisesaal wurde im Bettensaal des aufgehobenen Pfrundhauses eingerichtet.
1960 wurden die Gebäude des Altersheims durch einen grossen Erweiterungsbau ergänzt. Um die Jahrtausendwende wurden die Gebäude neuerlich den geänderten Bedürfnissen eines Altersheims angepasst. Das Waisenhaus, heute Kinder- und Jugendheim genannt, kehrte wieder an den alten Ort zurück.
Heute erinnert das Aussehen der Gebäude kaum mehr an das frühere Benediktinerinnenkloster Sankt Agnesen.